# TM-170装甲兵員輸送車
TM-170は、西ドイツのティッセン・ヘンシェル（現在のラインメタル・ランドシステムズ）社がUR-416の後継として1979年に開発した、四輪式の装甲兵員輸送車である。

## 概要
TM-170は、前任のUR-416と同様にウニモグのシャーシに装甲化された車体を乗せたものである。TM-170の車体には浮航能力があり、時速9kmで水上航行を行うことが可能である。
車体は、防弾鋼板の溶接で製造されており、UR-416と異なり操縦席部分の前面と側面の広い部分が防弾ガラスとなっており、操縦に必要な広い視界を提供する。必要があれば窓は装甲板で覆うことが可能であり、その際には屋根に設置された3基のペリスコープで視界を確保する。
TM-170は、原則的に軍の後方警備部隊や警察・治安部隊などでの使用を前提とした車両であるが、オプションとして7.62mm機関銃や12.7mm重機関銃、40mm グレネードマシンガンを搭載するためのマウントや20mm機関砲を搭載した砲塔、NBC防護装備、暗視装置、ドーザーブレードなどを装着することが可能である。

## 採用国
- ドイツ
連邦警察（かつての連邦国境警備隊）の機動隊で運用。
- クウェート
- 北マケドニア
2024年時点で、北マケドニア共和国軍が84両のTM-170を保有[1]。
- ルクセンブルク
- スペイン
- オーストリア
- 韓国
大宇グループにて、バラクーダの名称でライセンス生産。
- インドネシア
韓国製のバラクーダを運用。
- 日本
横浜市消防局および北九州市消防局において「耐熱装甲型救助車」として運用されていたが、廃車にされた。
横浜市消防局に配備されていた同型車（2009年廃車）は、2000年の有珠山噴火の際、緊急消防援助隊として派遣され、警戒区域内に取り残された男性を救出したことで知られる。

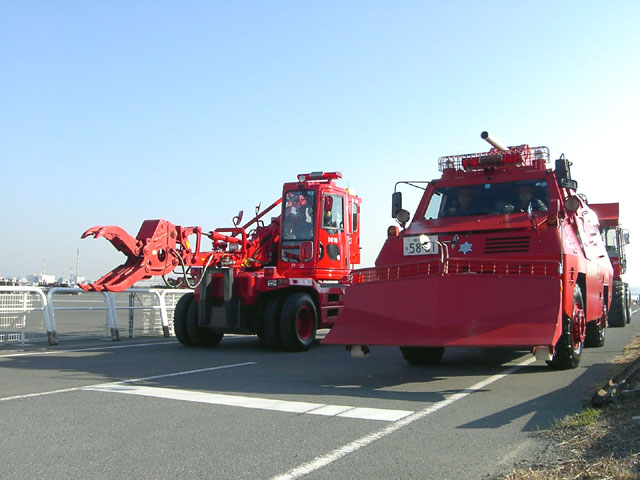
横浜市消防局の耐熱救助車（右）。スーパーファイター327の愛称で長年横浜市民に親しまれた
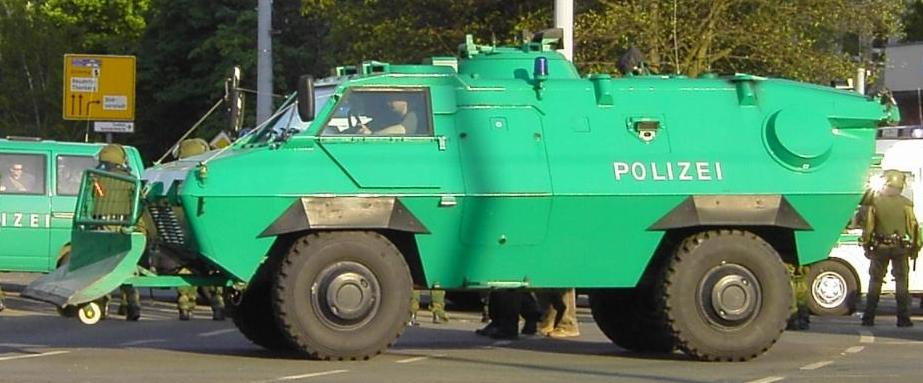
車体前面にバリケード排除用のドーザーブレードを装備したドイツ警察のTM-170